# Eucereon lerioides
Eucereon lerioides är en fjärilsart som beskrevs av William Schaus 1901. Eucereon lerioides ingår i släktet Eucereon och familjen björnspinnare. Inga underarter finns listade i Catalogue of Life.